# أنجيلينا سواريس
أنجيلينا سواريس (بالبرتغالية: Angelina Soares‏) هي كاتِبة وصحفية برازيلية، ولدت في 1905 في سالفادور في البرازيل، وتوفيت في 10 أبريل 1985 في ريو دي جانيرو في البرازيل.